# PGC 10879
LEDA/PGC 10879 ist eine Galaxie vom Hubble-Typ S im Sternbild Walfisch südlich der Ekliptik. Sie ist schätzungsweise 179 Millionen Lichtjahre von der Milchstraße entfernt und hat einen Durchmesser von etwa 60.000 Lichtjahren. Vom Sonnensystem aus entfernt sich die Galaxie mit einer errechneten Radialgeschwindigkeit von näherungsweise 4.000 Kilometern pro Sekunde. Das Objekt ist Mitglied der vier Galaxien zählenden NGC 1103-Gruppe (LGG 76).
Im selben Himmelsareal befinden sich unter anderem die Galaxien NGC 1139, PGC 10816, PGC 10823, PGC 919996.